# Jackie Denver
Jackie Denver (* 1926 in Lurgan; † 21. Juli 2013 ebenda) war ein nordirischer Fußballspieler.

## Leben
Denver begann seine Karriere bei den Shankill Young Mens seiner Heimatstadt Lurgan. Peter O’Connor und Johnny Leathem, die nach dem Training regelmäßig an seinem Wohnhaus vorbeikamen, überzeugten ihn, zu ihrem Club Belfast Celtic zu wechseln, wo er zunächst in der Reserve u. a. mit Charlie Tully und Kevin McGarry spielte. Später spielte er in den 1940er Jahren als Stürmer für die Mannschaft, die unter Elisha Scott Titel in Serie sammelte. Nach dem „Windsor Riot“ am Boxing Day 1948, bei dem Jimmy Jones bei schweren Zuschauerausschreitungen auf dem Platz ein Bein gebrochen wurde, zog sich die Mannschaft aus Sicherheitsgründen aus dem Ligabetrieb zurück. Denver ging ein Jahr lang mit Belfast Celtic auf Tour durch die USA und wechselte danach zum Glenavon FC. Dort war er Teil eines legendären Trios, genannt „Three Muskateers“ mit Wilbur Cush und Jimmy Jones und beteiligt an der erfolgreichsten Ära des Clubs. Glenavon gewann 1951/52 als erster Verein von außerhalb Belfasts die nordirische Liga.
Denver verglich seine Zeit bei Belfast und Glenavon folgendermaßen: „Celtic dachte nie ans verlieren. Als ich in Glenavon war, hatten wir ein gutes Team, aber wir mussten das volle Spiel machen, bedingungslos, um etwas zu gewinnen. Bei Celtic war es immer nur die Frage, wie hoch wir gewinnen.“
Im Gegensatz zu Cush und Jones spielte Denver nie für die Nationalmannschaft. Malcom Brodie  und Gordon Hanna hielten ihn für den besten nordirischen Spieler, der niemals international nominiert wurde. Brodie hielt Jones und Denver zudem für ein perfektes Duo, sie passten zusammen wie „Scotch and water“.

## Privates
Denver war verheiratet, seine Frau Patsy starb einige Jahre vor ihm. Das Paar hatte drei Kinder und sechs Enkel. Kurz vor seinem Tod schenkte Denver einige seiner Siegesmedaillen aus der Zeit bei Belfast Celtic dem jungen Fan Jay Beatty.